# Lotte Bergtel-Schleif
Lotte Bergtel-Schleif (née le 4 juillet 1903 à Lichterfelde et morte le 26 février 1965 à Berlin-Est), est une bibliothécaire allemande, membre du Parti communiste d'Allemagne et résistante contre le national-socialisme. Après la Seconde Guerre mondiale, elle est directrice de l'école de bibliothéconomie de Berlin après la guerre.

## Biographie

### Jeunesse et formation (1903-1925)
Elly Lotte Schleif est née le 4 juillet 1903. Ses parents sont Fritz, professeur d'école élémentaire et directeur adjoint, et Martha Schleif. De 1909 à 1920, elle fréquente le lycée et l'Oberlyceum (de). De 1921 à 1925, elle suit une formation de bibliothécaire à la Centrale des bibliothèques publiques de Berlin, à la bibliothèque municipale de Berlin-Mitte et à la Bibliothèque d'État de Berlin. Elle obtient son diplôme en 1925.

### Carrière professionnelle (1925-1942)
Après sa formation, elle travaille à la bibliothèque municipale de Stralsund (1925-1927), à la bibliothèque publique libre d'État de Gera (1928-1930) et à la bibliothèque municipale de Berlin-Neukölln. À la suite d'une demande de l'Association des bibliothécaires allemands (de), elle travaille de 1933 à 1937 à l'établissement de règles contraignantes pour le catalogage alphabétique. De 1936 à 1942, elle travaille à la bibliothèque de la Nordmarkplatz et du  Prenzlauer Berg, et à partir de 1937 en tant que directrice. En 1939, elle est nommée fonctionnaire à vie,.  

### Parti communiste et résistance (1930-1942)
En 1930, Lotte Schleif fait la connaissance du bibliothécaire et sinologue Philipp Schaeffer (de) et de l'historien Heinrich Scheel, qui deviendront tous deux résistants actifs au nazisme et membres de l'Orchestre rouge.
En 1933, elle devient membre du Parti communiste d'Allemagne (KPD) devenu illégal et y rencontre John Sieg, Harro Schulze-Boysen et d'autres membres de l'Orchestre rouge qu'elle rejoint également. Heinrich Scheel, Harro Schulze-Boysen et Kurt Schumacher se rencontrent par son intermédiaire,. Lotte Schleif s'occupe des transmissions de messages, de la dactylographie et de reproductions. Elle conduit les fugitifs à la frontière avec la Tchécoslovaquie et met son logement à disposition pour des réunions et des hébergements, notamment pour de nombreux résistants communistes. Elle participe à l'évasion vers la Suisse du résistant Rudolf Bergtel (de) (1897-1981) emprisonné à Esterwegen, son futur mari,.
Lotte Schleif est arrêtée le 18 septembre 1942 sur son lieu de travail, la bibliothèque publique de Nordmarkplatz (aujourd'hui Fröbelplatz). Elle est emmenée au siège de la Gestapo, Prinz-Albrecht-Strasse, pour interrogatoire, puis à la prison de Plötzensee, où elle est placée en détention. Le 6 février 1943, elle est condamnée à huit ans de prison, au lieu de la peine de mort demandée par le procureur, par la Chambre impériale pour « préparation d'une entreprise de haute trahison ». Elle passe son emprisonnement à Cottbus, Jauer et Leipzig-Kleinmeusdorf. Elle y est libérée par l'Armée américaine le 19 avril 1945,.

### Après la Seconde Guerre mondiale (1945-1965)
En novembre 1945, Lotte Schleif épouse Rudolf Bergtel. En 1946, elle devient membre du Parti socialiste unifié d'Allemagne (SED). 
De 1946 à 1947, elle travaille à la bibliothèque municipale de Berlin-Neukölln et, en 1947, elle est chargée de créer l'école professionnelle de la bibliothèque de Berlin, dont elle prend la direction. La même année, elle publie un article sur la complicité des bibliothécaires avec la censure nazie, la mesure dans laquelle ils ont contribué au régime en retirant des rayons la littérature dégénérée. Elle y raconte aussi comment elle a réussi à mener une carrière professionnelle tout en étant une résistante active. À partir de 1950, elle est chargée de cours à l'école technique de Berlin pour la bibliothéconomie. En raison d'une grave détérioration de sa santé durant ses années de prison, elle doit abandonner toute activité professionnelle et perçoit une pension d'invalidité à partir de 1955.
Elle meurt à Berlin le 26 février 1965.

## Hommages et distinctions
Si Lotte Bergtel-Schleif est peu connue en République fédérale allemande, elle est souvent honorée en République démocratique allemande où de nombreux essais et commémorations en son honneur ont été publiés ou organisés après sa mort. La mémoire de Lotte Bergtel-Schleif est devenue une partie de la doctrine d'État antifasciste de la RDA. 
- 1956 : Ordre du mérite patriotique
- 1958 : Médaille des combattants contre le fascisme 1933 à 1945 [9]

Le 27 juin 1973, une plaque commémorative est apposée à la bibliothèque municipale de Baumschulenweg (bibliothèque Lotte Bergtel). La plaque a disparu depuis, probablement volée. Après la réunification allemande, la bibliothèque Lotte Bergtel est réorganisée et renommée bibliothèque de quartier Baumschulenweg.

### Prix Bergtel-Schleif
Le prix Bergtel-Schleif  est décerné pour la première fois en 1975 à l'Institut des sciences de l'information de l'université Humboldt de Berlin. Il récompense les travaux qui se caractérisent par « l'application créative du marxisme-léninisme » et contribuent à la « solution des tâches essentielles de la recherche en bibliothéconomie et en sciences de l'information ».

## Publications
- (de) Ausschuss des Verbandes für Volksbibliothekare, Lotte Schleif (collab.), Anweisung für den alphabetischen Katalog der Volksbüchereien: Ausgabe für große Büchereien und Büchereischulen, Leipzig, Einkaufshaus für Büchereien, 1938
- (de) Lotte Bergtel-Schleif, Aus Briefen an Erwin Ackerknecht, dans Kommunisten im Kampf für ein neues Bibliothekswesen, Leipzig, Bibliographisches Institut, 1977, p. 29–37
- (de) Lotte Bergtel-Schleif, Möglichkeiten volksbibliothekarischer Arbeit unter dem Nationalsozialismus, dans Der Volksbibliothekar 1, 1947, p. 193–207. réimpr. dans Helga Lüdtke (éd.), Leidenschaft und Bildung: Zur Geschichte der Frauenarbeit in Bibliotheken. Der andere Blick: Frauenstudien in Wissenschaft & Kunst, Berlin, Orlanda-Frauenverl., 1993 p. 115–132  (ISBN 978-3-922166-79-5)